# مایکل کاکویانیس
مایکل کاکویانیس (یونانی: Μιχάλης Κακογιάννης؛ ۱۱ ژوئن ۱۹۲۲ – ۲۵ ژوئیهٔ ۲۰۱۱) یک کارگردان، فیلم‌نامه‌نویس، تهیه‌کننده و تدوین‌گر اهل قبرس بود. وی بین سال‌های ۱۹۵۴ تا ۱۹۹۹ میلادی فعالیت می‌کرد. او در سال ۲۰۱۱ درگذشت.

## زندگی‌نامه
کاکویانیس در دوران کاری خود برنده ده‌ها جایزه شد و با بازیگرانی چون ملینا مرکوری، ایرنه پاپاس، کاترین هپبورن، ونسا ردگریو و کندیس برگن همکاری کرد، اما در سطح بین‌المللی بیش از همه برای فیلم سال ۱۹۶۴ زوربای یونانی و برنده سه جایزه اسکار شهرت دارد که اقتباسی از رمان نیکوس کازانتزاکیس بود. موسیقی میکیس تئودوراکیس برای این فیلم همچنان سرود ملی یونان است.
مایکل کاکویانیس سال ۱۹۲۱ در لیماسول در قبرس به دنیا آمد. آن زمان این جزیره مدیترانه‌ای هنوز مستعمره بریتانیا بود. او در لندن در رشته حقوق تحصیل کرد، اما علائق هنری خود را دنبال کرد. کاکویانیس در بخش خبر یونانی شبکه بی‌بی‌سی مشغول کار شد، درس تئاتر خواند و در نهایت بازیگر تئاتر شد. او سپس به آتن رفت و سال ۱۹۵۴ اولین فیلم خود را با عنوان «Windfall in Athens» کارگردانی کرد. کاکویانیس دو سال بعد با «استلا» با بازی مرکوری برنده جایزه گلدن گلوب بهترین فیلم غیرانگلیسی‌زبان شد.
«دختر سیاه‌پوش» (۱۹۵۶)، «الکترا» (۱۹۶۲)، «روزی که ماهی مرد» (۱۹۶۷) و «زنان تروا» (۱۹۷۱) از دیگر فیلم‌های مطرح اوست. کاکویانیس آخرین فیلم خود «باغ آلبالو» را سال ۱۹۹۹ ساخت.
پاولوس گرولانوس وزیر فرهنگ یونان دربارهٔ کاکویانیس، گفت: «فیلم‌های او از مهم‌ترین جشنواره‌های سینمایی جایزه دریافت کردند. آثار او فرهنگ یونانی را به تمام نقاط دنیا بردند و منبع الهام هنرمندان یونانی و خارجی شدند.»
خود کاکویانیس نیز به دفعات مورد تقدیر قرار گرفت که از جمله می‌توان به ققنوس طلایی (یونان)، فرمانده هنر و ادبیات (فرانسه)، صلیب بزرگ (یونان) و جایزه بزرگ و ویژه (مونترال) اشاره کرد. آکادمی یونان نیز بالاترین نشان خود را به او اعطا کرد. او همچنین از دانشکده کلمبیا (شیکاگو)، دانشگاه آتن و دانشگاه قبرس دکترای افتخاری دریافت کرد.

## فیلم‌شناسی
- باغ آلبالو (۱۹۹۹): کارگردان، فیلم‌نامه‌نویس، تهیه‌کننده
- Pano kato ke plagios (Up, Down and Sideways) (۱۹۹۳): کارگردان، فیلم‌نامه‌نویس، تهیه‌کننده
- Glykeia patrida (کشور شیرین) (۱۹۸۶): کارگردان، فیلم‌نامه‌نویس، تهیه‌کننده
- ایفیگنیا (۱۹۷۷): کارگردان، فیلم‌نامه‌نویس
- Attilas '74 (۱۹۷۵): کارگردان، تهیه‌کننده
- The Story of Jacob and Joseph, کارگردان، موسیقی میکیس تئودوراکیس،[۲]
- The Trojan Women (۱۹۷۱): کارگردان، فیلم‌نامه‌نویس، تهیه‌کننده
- Otan ta psaria vgikan sti steria  (The Day the Fish Came Out) (۱۹۶۷): کارگردان، فیلم‌نامه‌نویس، تهیه‌کننده
- Alexis Zorbas (زوربای یونانی) (۱۹۶۴): کارگردان، فیلم‌نامه‌نویس، تهیه‌کننده
- الکترا (۱۹۶۲): کارگردان، فیلم‌نامه‌نویس، تهیه‌کننده
- Il Relitto (The Wastrel) (۱۹۶۱): کارگردان، فیلم‌نامه‌نویس
- Eroica (Our Last Spring) (۱۹۶۰): کارگردان، فیلم‌نامه‌نویس، تهیه‌کننده
- To telefteo psemma (A Matter of Dignity) (۱۹۵۷): کارگردان، فیلم‌نامه‌نویس، تهیه‌کننده
- To koritsi me ta mavra (The Girl in Black) (۱۹۵۶): کارگردان، فیلم‌نامه‌نویس
- Stella (۱۹۵۵): کارگردان، فیلم‌نامه‌نویس، تهیه‌کننده
- Kyriakatiko xypnima (Windfall in Athens) (۱۹۵۴): کارگردان، فیلم‌نامه‌نویس